# Región de Bluegrass

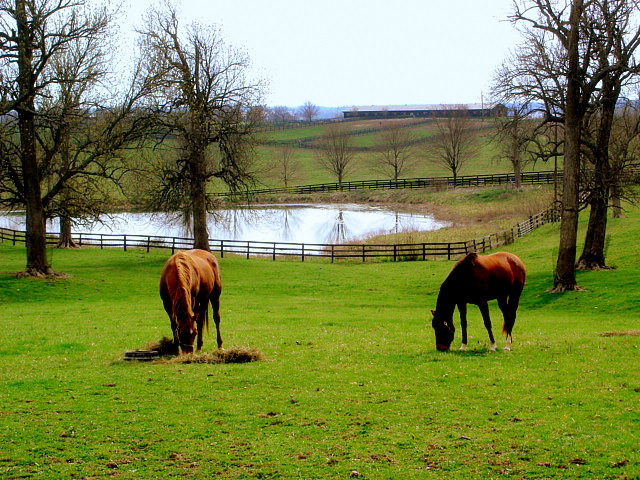
La región Inner Bluegrass de Kentucky cuenta con cientos de granjas de caballos.

Regiones de Kentucky, con la región de Bluegrass en verde y en verde claro.

La región de Bluegrass (Shawnee: Eskippakithiki) es una región geográfica en el estado de Kentucky, delimitada aproximadamente por las ciudades de Frankfort, París, Richmond y Stanford. en EE. UU. Se encuentra en el norte del estado donde una mayoría de la población vive y ha edificado sus ciudades más grandes.
Antes de haber sido poblado por los europeos, varias culturas de indígenas se habían adaptado a la región, la cual estaba compuesta de sabana cubierta por prados con enormes robles esparcidos. Estos indígenas cazaban el bisonte que se reunía en grandes manadas, así como otros animales de caza, particularmente en las zonas cercanas a suelos ricos en sal. El nombre Kentucky proviene de "tierras de prados" en diferentes lenguas indias y fue específicamente aplicado a esta región. Los europeos adoptaron el nombre para aplicárselo al estado. Los europeos le dieron el nombre de Bluegrass a la región debido al color azul de las flores de la Poa, hierba que crecía allí.[cita requerida]
Numerosos americanos se asentaron en la región durante las décadas posteriores a la Guerra de Independencia de los Estados Unidos, los cuales han emigrado de Virginia, principalmente. Para el año 1800 estos agricultores se habían percatado de los caballos que pastaban en la región de Bluegrass, eran más robustos que otros de regiones, debido al alto contenido en calcio que poseía la tierra. [cita requerida] Con el transcurso de los aumentos de los asentamientos, los rebaños restantes de bisonte se habían desplazado al oeste. La cría de caballos de raza pura se impuso, así como la de otras especies de ganado. El ganado de Kentucky fue conducido a Tennessee y otras áreas del valle de Ohio para su venta.
Los agricultores y ganaderos, apoyados por el trabajo de los esclavos, también cultivaron productos importantes y cosechas, como la del tabaco, marihuana (véase "Cáñamo en Kentucky"), y uvas (véase "vino de Kentucky"). La primera bodega comercial en los Estados Unidos fue abierta, por un grupo de inmigrantes suizos, en la región de Bluegrass, en 1801, en lo que hoy en día es en el condado de Jessamine (condado de Jessamine). Dicha bodega fue autorizada por la ley del estado.  
La región de Bluegrass se caracteriza por la subyacente piedra caliza fosilífera, la dolomía (o roca sedimentaria carbonada), y la lulita de la edad geológica de Ordovician. Los cerros generalmente son ondulados y la tierra es altamente fértil para producir pasto. Desde los años anteriores a la guerra de Secesión, la región de Bluegrass ha sido un lugar para criar ganado de calidad, especialmente caballos purasangre de carrera (ver "Industria equina en Kentucky").

## SigloXXhasta el presente
Desde finales del siglo XX, la zona se ha desarrollado con mayor frecuencia con propiedades residenciales y comerciales, particularmente alrededor de Lexington, el centro empresarial. Las granjas están perdiendo terreno frente al desarrollo y están desapareciendo lentamente. En 2006, la World Monuments Fund (Fundación Mundial para la Conservación de Monumentos) incluyó la región de Bluegrass en su lista global de los 100 sitios, emplazamientos, más amenazados.
La región de Bluegrass, en Kentucky, está delimitada al este por la altiplanicie de Cumberland, y el Pottsville Escarpa (Escarpadura de Pottsville) que forma el linde. En el sur y el oeste, linda con la Meseta Pennyroyal (Altiplano de Pennyroyal), también llamado Pennirile, y con el Cerro Muldraugh, otra escarpadura, formando los límites. Gran parte de la región está en el río Kentucky y sus afluentes. El río forma un profundo cañón llamado Kentucky River Palisades (la Empalizada del Río Kentucky) que atraviesa la región, preservando meandros que indican que el río fue en su día un antiguo valle profundo que elevó su nivel posteriormente. Cerca del Río Kentucky, particularmente, la región presenta formaciones topográficas de Karst, con dolinas, cuevas y ríos que se introducen en la tierra.  
A pesar de que la música Bluegrass sea popular por toda la región, el nombre le viene dado por el estado, no por la región. .

## Galería

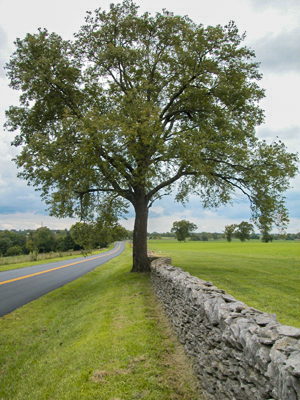
Bluegrass. Valla de roca de caliza local en Kentucky central.
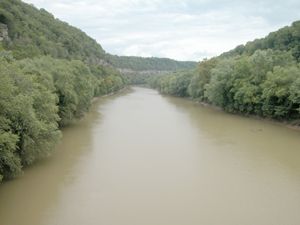
Río Kentucky en la región Bluegrass.
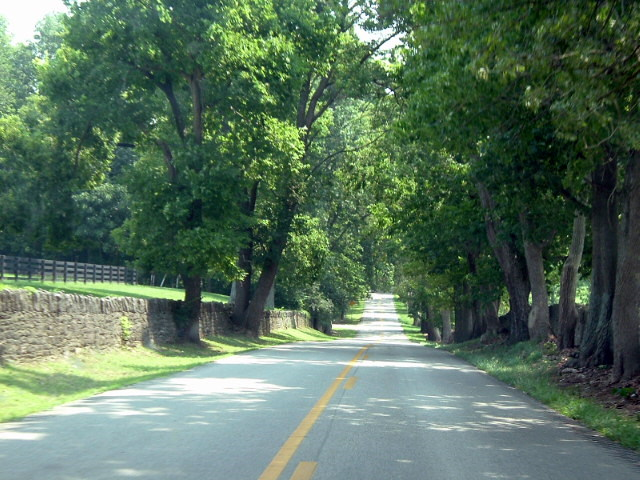
Carreteras rurales acotadas por piedra y placas de madera. Estas vallas son muy características de la región Bluegrass.
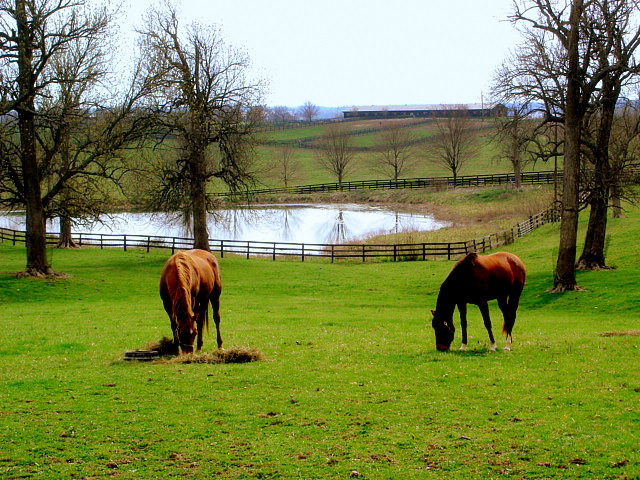
Kentucky. La región Bluegrass Interior contiene centenares de granjas caballares.

## Lectura complementarias
- Klotter, James C. Y Daniel Rowland, eds. Bluegrass Renacimiento: La Historia y Cultura de Kentucky Central, 1792@–1852 (Lexington: Prensa Universitaria de Kentucky, 2012),
- Raitz, Karl, y Nancy O soycallejón, "El Decimonoveno-Evolución de Siglo de Carreteras de Escala Local en Kentucky Bluegrass," Revisión Geográfica, 94 (octubre de 2005), 415@–39